# Kowda (Fluss)
Die Kowda (russisch Ковда; finnisch Koutajoki) ist ein 233 km langer Fluss im Norden von Karelien, südwestlich der Halbinsel Kola.
Der Fluss trägt entlang seiner Fließstrecke zwischen den verschiedenen Seen, die er durchfließt, unterschiedliche Bezeichnungen. Der Flusslauf liegt in der Republik Karelien sowie in der Oblast Murmansk (Russland).  Die Kowda hat ein Einzugsgebiet von 26.100 km².

## Flusslauf
Die Kowda hat ihren Ursprung in dem See Toposero.
Als Sofjanga (russisch Софьянга) verlässt der Fluss den See an dessen nördlichem Ende und erreicht nach nur 4 km den See Pjaosero, in welchen auch, von Westen kommend, die Olanga mündet.
Als Kundoserka (russisch Кундозерка) fließt der Pjaosero über eine Strecke von 2 km in den östlich angrenzenden See Kundosero ab, an dessen Abfluss das Wasserkraftwerk Kumsk liegt.
Als Kuma (russisch Кума) fließt die Kowda über eine Strecke von 12 km weiter zum nordwestlich gelegenen See Sokolosero. Dabei münden die Flüsschen Newga von rechts und Porasjoki von links in den Fluss.
Als Rugoserka (russisch Ругозерка) fließt die Kowda über 1,5 km weiter in den See Rugosero. Dieser geht in den Suschosero über, in welchen von Norden kommend die Tumtscha mündet.
Am Abfluss des Stausees, schon in der Oblast Murmansk gelegen, befindet sich das Wasserkraftwerk Iowsk.
Als Iowa (russisch Иова) fließt die Kowda 3,5 km in nordöstlicher Richtung weiter zum Tutosero, der in den Stausee Kowdosero abfließt.
Früher durchströmte der Fluss Kowda den Kowdosero in südöstlicher Richtung und mündete bei Kowda in die Kandalakscha-Bucht und in das Weiße Meer.
1955 wurde der ursprüngliche Abfluss der Kowda aus dem Kowdosero-See durch einen Damm unterbrochen.
Seitdem fließt das Wasser über einen 3,8 km langen Kanal direkt zum Knjaschegubsk-Wasserkraftwerk und weiter zum Weißen Meer.  In den Kowdosero mündet von Süden kommend der Fluss Lopskaja.

## Wasserkraftwerke
Die drei Wasserkraftwerke am Flusslauf der Kowda besitzen eine installierte Leistung von 328 MW und liefern eine Gesamtjahresleistung von 1588 GWh.
| Name          | Fertig- stellung | Leistung [MW] | Anzahl Turbinen | Fall- höhe [m] | Jahres- leistung [GWh] | Reservoir  |
| ------------- | ---------------- | ------------- | --------------- | -------------- | ---------------------- | ---------- |
| Kumsk         | 1962             | 80            | 2               | 32             | 346                    | Kundosero  |
| Iowsk         | 1960             | 96            | 2               | 36             | 536                    | Suschosero |
| Knjaschegubsk | 1955             | 152           | 4               | 34             | 706                    | Kowdosero  |